# America's Newest Hitmakers
America's Newest Hitmakers è un EP del gruppo alternative country statunitense Blanche, pubblicato nel 2003.

## Tracce
1. Do You Trust Me?
2. So Long Cruel World
3. Another Lost Summer
4. Red Head
5. Who's to Say…
6. Do You Trust Me? (video)

## Formazione
- Patch Boyle - banjo, autoharp
- Tracee Mae Miller - basso, voce
- Lisa "Jaybird" Jannon - batteria
- David Feeny - missaggio, pedal steel guitar, cori, clarinetto, pianoforte
- Dan John Miller - composizioni, chitarra, voce, violino
- Brendan Benson - cori[2]
- Jack White - chitarra solista[2]